# Dorysthenes granulosus
Dorysthenes granulosus là một loài bọ cánh cứng trong họ Cerambycidae.